# Schlangen-Knöterich
Der Schlangen-Knöterich (Bistorta officinalis, Synonym: Persicaria bistorta, Polygonum bistorta, Bistorta major), auch Wiesen-Knöterich genannt, ist eine Pflanzenart, die zur Familie der Knöterichgewächse (Polygonaceae) gehört.

## Beschreibung

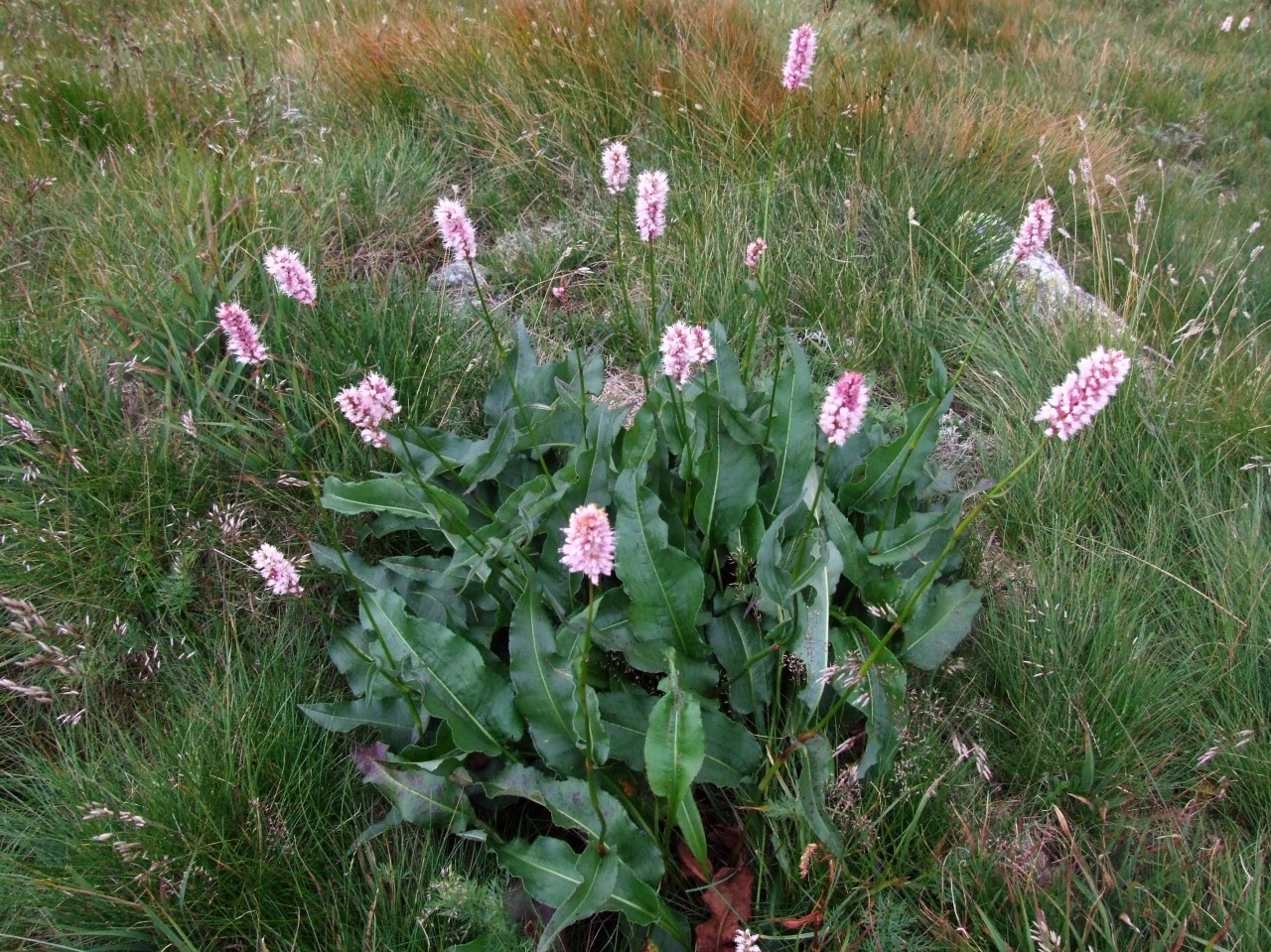
Schlangen-Knöterich (Bistorta officinalis)

Der Schlangen-Knöterich ist eine ausdauernde krautige Pflanze, die Wuchshöhen von 20 bis über 100 cm erreicht, mit aufrechten, unverzweigten Stängeln. Das kräftige Rhizom ist s-förmig, schlangenartig gewunden, davon leitet sich auch der deutsche Trivialname ab. Die ganzrandige bis ausgeschweifte oder seichtbuchtige, spitze bis zugespitzte, seltener stumpfe, fast kahle Blattspreite der gestielten Grundblätter ist eiförmig bis -lanzettlich und wird bis über 15 cm lang. Der Blattstiel ist geflügelt. Die Oberseite der Laubblätter ist dunkelgrün, die Unterseite bläulichgrün. Die eilanzettlichen Stängelblätter sind sitzend bis gestielt. Die Blätter sitzen jeweils an einer Ochrea.
Die rosafarbenen Blüten sind 4 bis 5 mm lang und stehen in dichten, endständigen, zylindrischen Scheinähren, die etwa 3,5 bis 7 cm lang werden. Es stehen jeweils ein- bis zwei Blüten an einem Deckblatt. Die gestielte, zwittrige Blüte mit einfacher Blütenhülle besitzt acht Staubblätter und einen oberständigen Fruchtknoten mit drei Griffeln. Die kleinen, braunen und glatten Nussfrüchte im beständigen Perianth sind eiförmig sowie dreikantig.
Der Schlangenknöterich blüht etwa von Mai bis Juli. Fruchtreife ist von August bis September.
Die Chromosomenzahl beträgt 2n = 48, seltener 44 oder 46.

## Vorkommen
Diese Pflanzenart ist nahezu zirkumpolar (innerhalb einer Klimazone auf mehreren Kontinenten) verbreitet. Ihr Verbreitungsgebiet umfasst Europa, die gemäßigten Zonen Asiens, Marokko und Pakistan. In Nordamerika ist sie ein Neophyt. In Europa fehlt diese Art weitgehend in Skandinavien. Im Süden ist sie nur in Gebirgen vertreten. In den Allgäuer Alpen steigt sie in Bayern am Gipfel des Riedberger Horns bis zu einer Höhenlage von 1785 Metern auf.
Standorte sind feuchte Humusböden, die reich an Stickstoff- und Mineralverbindungen sind. Man findet sie vor allem in Feuchtwiesen der Niederungen bis zur alpinen Stufe. Der Schlangenknöterich ist in Mitteleuropa eine Charakterart des Verbands Calthion, kommt aber auch in Gesellschaften der Verbände Adenostylion, Alno-Ulmion oder im Gebirge des Verbands Polygono-Trisetion vor.
Er gehört zu den Zeigerpflanzen für Bodennässe.

## Ökologie

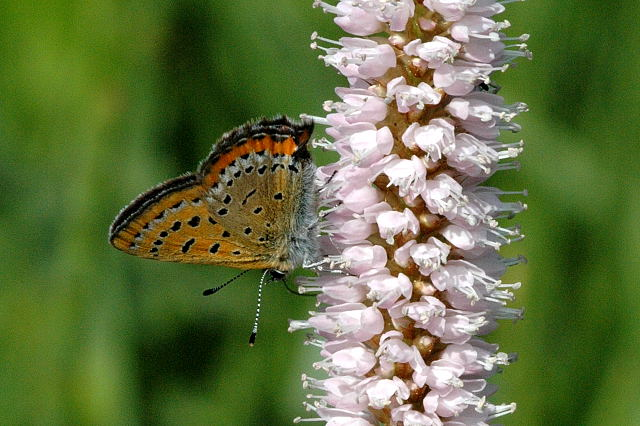
Blauschillernder Feuerfalter an einem Schlangen-Knöterich-Blütenstand

Der Schlangen-Knöterich ist eine Halbrosettenpflanze. Die Blüten sind streng vormännliche „Glockenblumen mit klebrigem Pollen“. Der Blütenduft stammt vermutlich vom Pollenkitt. Es findet reicher Insektenbesuch statt, besonders von Bienen. Selbstbestäubung ist weitgehend ausgeschlossen.
Die kleinen, 10 mg schweren Nüsschen werden mitsamt der Blütenhülle als Wind- und Tierstreuer ausgebreitet. Wegen ihrer luftigen Hülle findet auch Schwimmausbreitung statt, ebenso wie Zufallsausbreitung durch Huftiere. Vegetative Vermehrung erfolgt durch das Rhizom.
Schlangen-Knöterich dient den Raupen des Blauschillernden Feuerfalters und des Randring-Perlmutterfalters als Nahrungsquelle.

## Verwendung
Frisch ist der Schlangen-Knöterich ein wertvolles Viehfutter; er wird jedoch im Heu wertlos, weil die Blätter zerbröseln.
Die Art wird auch als Wildgemüse verwendet. Die stärkereichen Wurzeln, die auch Vitamin C enthalten, kann man von September bis in den Winter hinein in feine Scheiben geschnitten über Nacht in Wasser einlegen und dann mit Blattgemüse oder als Bratling verarbeitet essen. Von April bis August kann man die Blätter als Grundlage für Blattsalat, Spinat oder Blattgemüsegerichte verwenden. Da alle Teile aber auch viel Oxalsäure und Gerbstoffe enthalten, sollten davon nur kleinere Mengen verzehrt werden.
Das verdickte, schlangenförmige Rhizom galt früher als Heilmittel (zuweilen als heimischer Ersatz für Arum dracunculus oder Dracunculus vulgaris) und wurde im Sinne der Signaturenlehre bei Schlangenbissen eingesetzt. Auf diesen Zusammenhang verweist auch der Name. Schlangen-Knöterich wurde aber auch bei hartnäckigem Husten und anderen Heilanzeigen eingesetzt.

## Namen
Diese Art mit schlangenartig gewundener roter Grundachse wird auch Schlangenwurz und (Rote) Natterwurz genannt, obwohl unter diesem Namen auch Drachenwurz und andere Aronstabgewächse geführt wurden oder werden. Im Volksmund wird diese Pflanzenart wegen der Form des Blütenstandes auch „Zahnbürste“ genannt. Wegen der Ähnlichkeit mit einer Schnittlauchblüte trägt die Pflanze auch den Namen „Lauchelchen“. In Sachsen, aber auch im Harz ist die Pflanze unter dem Namen „Otterzunge“ bekannt und wurde in Kriegszeiten als Spinatersatz oder in Suppen verwendet. Bistorta (von lateinisch bistortus „doppelt gewunden“, „zweimal gedreht“) und Serpentina waren lateinische Bezeichnungen der Pflanze, sowohl für das Kraut als auch für dessen Wurzel.

## Weitere Fotos

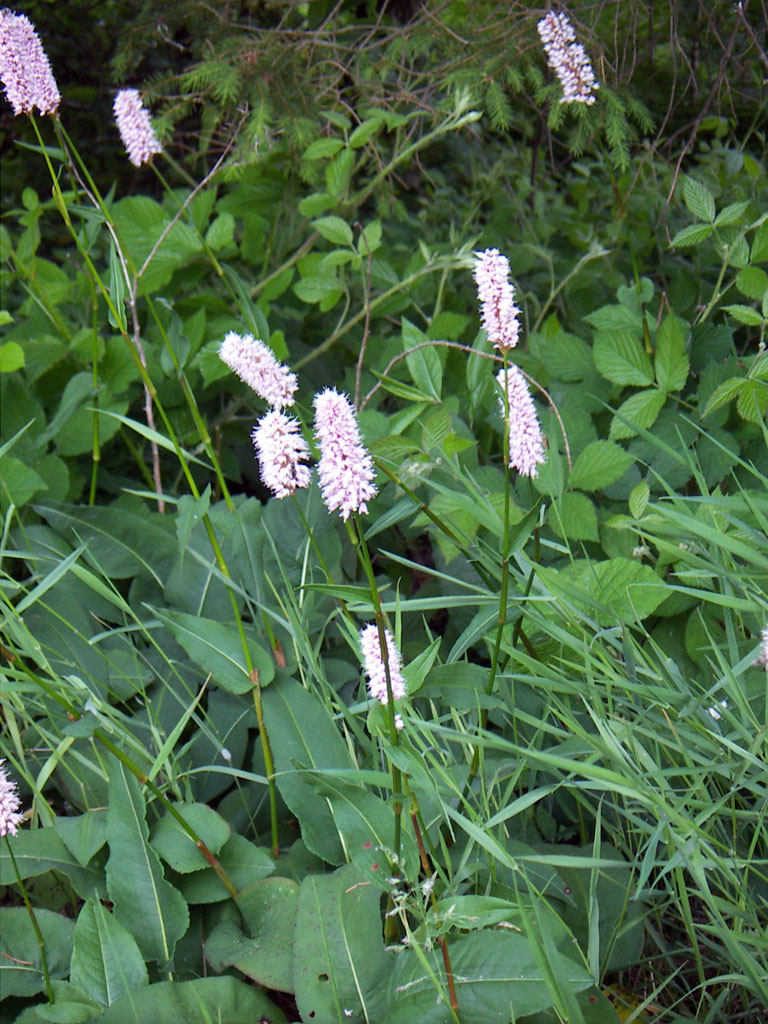
Habitus mit Blättern
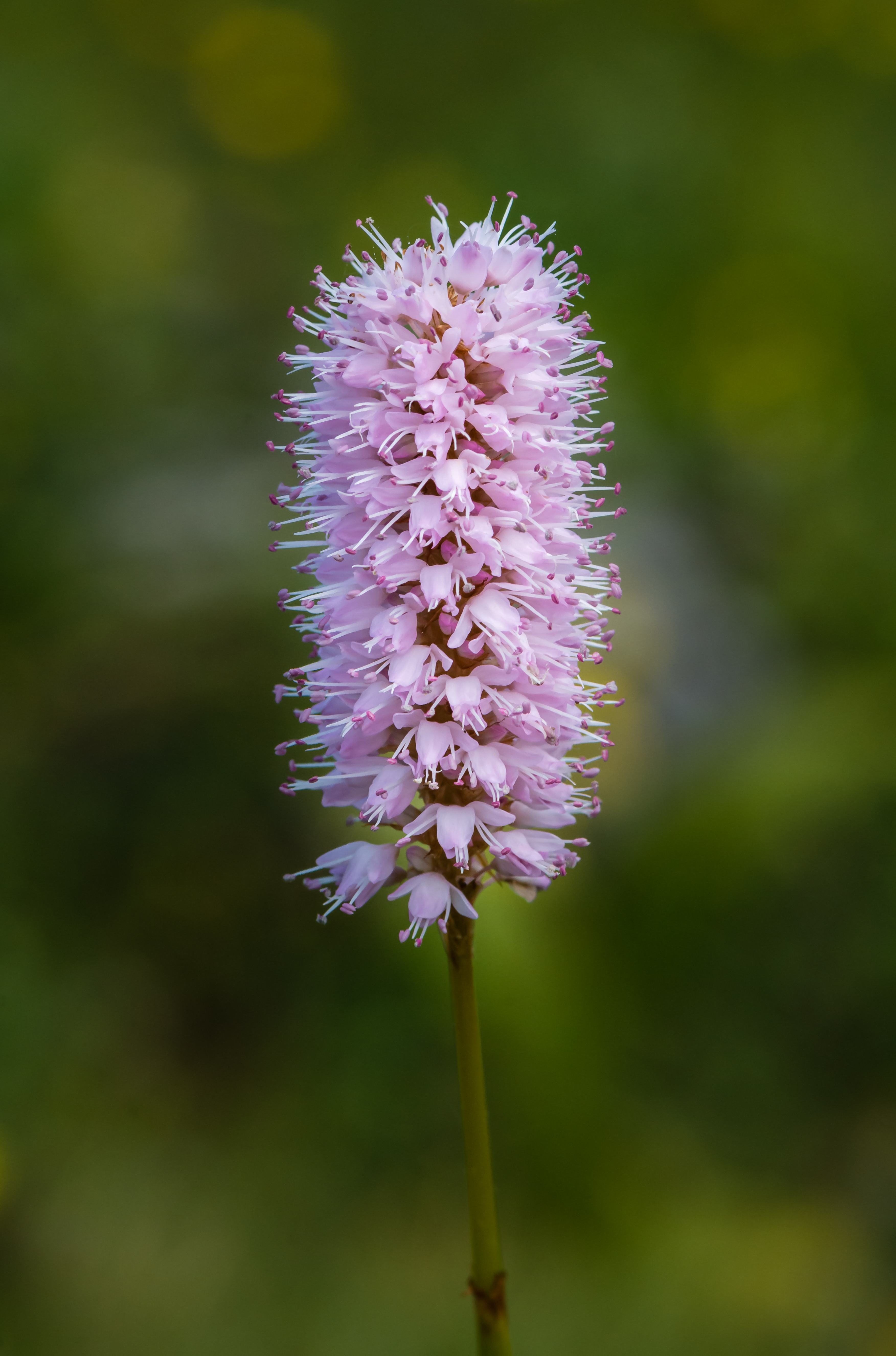
Blütenstand (Ötscherland, Niederösterreich)
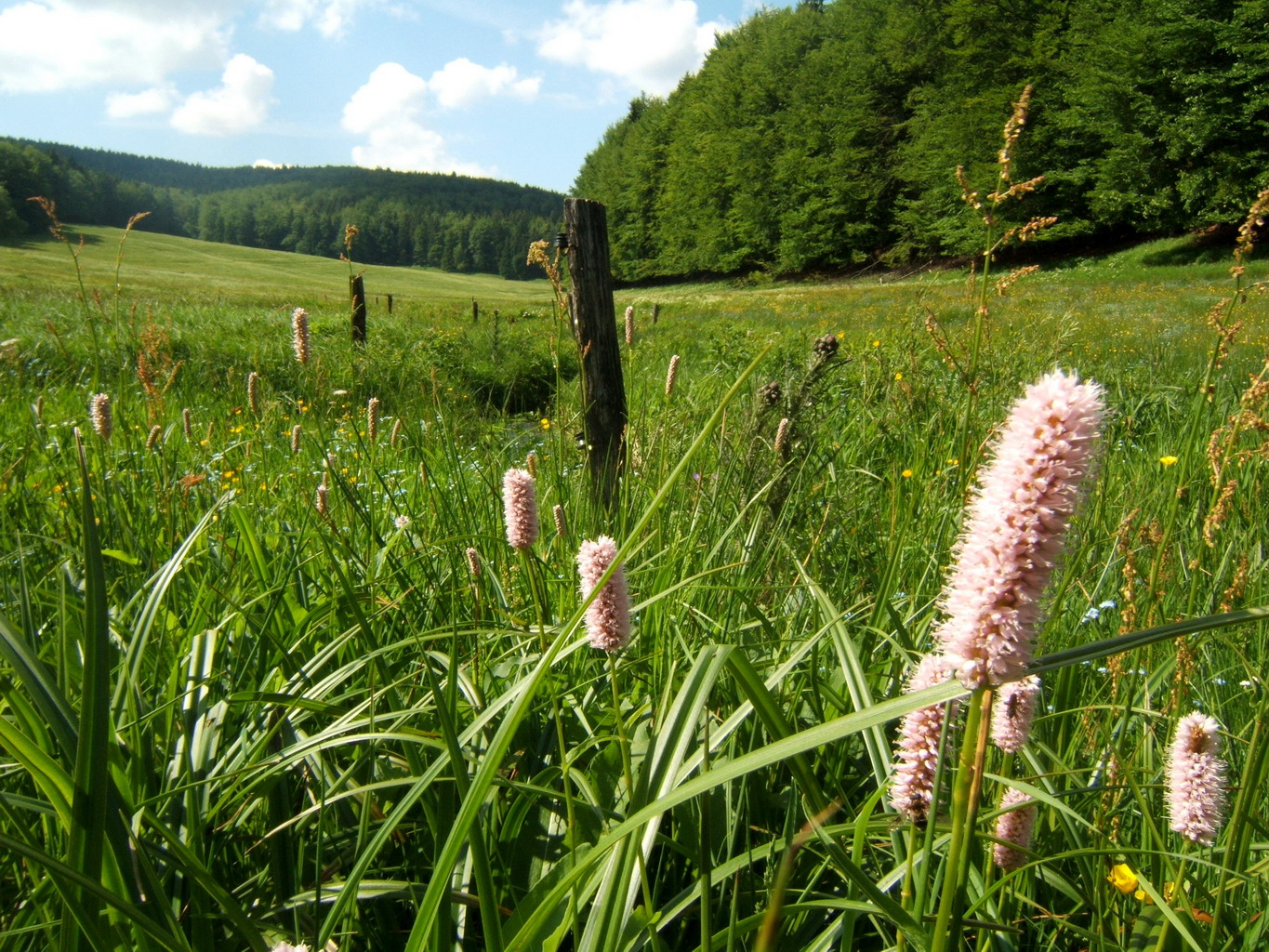
Im Biosphärenreservat Vessertal-Thüringer Wald
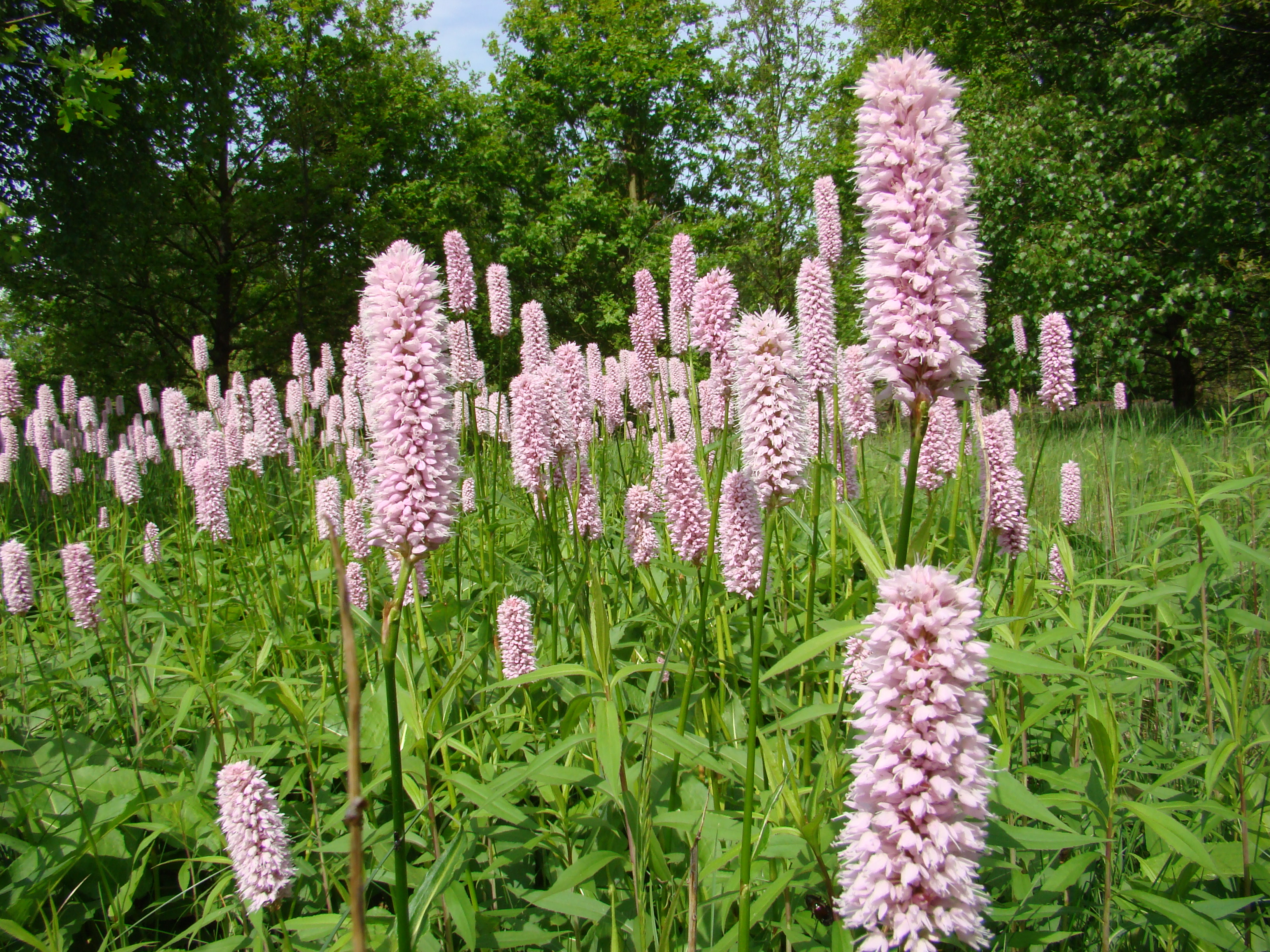
Ein Bestand im Naturpark Südheide
- bei Immenstadt (Video)